# ニコラ・ブリアンソン
ニコラ・ブリアンソン（Nicolas Briançon, 1962年7月29日 - ）は、フランス出身の俳優、舞台演出家、脚本家である。

## 人物
1985年に舞台演出家としてデビューし、1988年より演じる側もつとめる。1989年に短編に出演したが、以後は舞台に専念する。
2001年のミシェル・ブラン監督・主演作「キスはご自由に」より、映画、テレビでも活動。
2005年、故ジャン＝クロード・ブリアリが長年手掛けてきた演劇祭・アンジュ祭の芸術監督に就任。
モリエール賞は、1999年ディドロ作《運命論者ジャックとその主人》、2006年ジョージ・バーナード・ショー作《ピグマリオン》、2010年シェイクスピア作《十二夜》で演出賞にノミネートされ、2015年はデイヴィッド・アイヴズ作《毛皮のヴィーナス》La Vénus à la fourrureで最優秀男優賞候補となり、グレアム・グリーン原作《叔母との旅》で最優秀演出賞を受賞した。

## 出演作品

### 映画
- 裏切りのスナイパー（メイエ警部）
- フェーズ7
- ソフィー・マルソーの 過去から来た女
- チャーリーとパパの飛行機（グザビエ）
- ダーク・シークレット2
- ダーク・シークレット

### テレビ
- メゾン・クローズ 娼婦の館（ピエール）